# Tesla Cybertruck
Tesla Cybertruck je elektrický pick-up vyráběný od listopadu 2023 americkou automobilkou Tesla.
Vůz si již od počátku získal pozornost médií (především pro svůj ostrý vzhled). Původně se měl prodávat za 40 tisíc dolarů, nakonec cena překročila 60 tisíc dolarů za kus.

## Design
Na návrhu vozu pracoval designérský tým automobilky Tesla, který vedl Franz von Holzhausen. Vzhled vozu je typický ostrými hranami a lesklým povrchem tvořeným ocelovými deskami. Právě ostré hrany vyvolaly obavy odborné veřejnosti o bezpečnost chodců při případné kolizi s vozem.
Design vozu je údajně inspirován akčními filmy s Jamesem Bondem.

## Představení
Tesla Cybertruck, ještě jako koncept, představil majitel automobilky Tesla Elon Musk v listopadu 2019. Během akce vyvolal velký zájem médií incident s rozbitým oknem prototypu automobilu. Jednou z prezentovaných vlastností vozu byla totiž nerozbitnost okének. Když ovšem Musk hodil ocelovou koulí na sklo, to prasklo. Totéž se opakovalo i pro druhém pokusu. I přes tento neúspěch automobilka několik dní po představení vozu získala 200 tisíc předobjednávek.